# The Christmas Candle
The Christmas Candle is een Amerikaanse/Britse kerstfilm uit 2013. De regie was in handen van John Stephenson. De film is gebaseerd op het het boek The Christmas Candle van Max Lucado dat ook in 2013 uitkwam. De hoofdrollen worden onder andere vertolkt door Hans Matheson, Samantha Barks en Susan Boyle. 

## Verhaal
Het verhaal speelt zich af in de 19e eeuw in het fictieve magische plaatsje Gladbury. Om de 25 jaar bezoekt een engel de kaarsenmaker en veroorzaakt een mirakel voor diegene die de kerstkaars aansteekt. Wanneer er echter in 1890 een nieuwe pastoor komt genaamd David Richmond, verdwijnt de kerstkaars.

## Rolverdeling
- Hans Matheson als David Richmond
- Samantha Barks als Emily Barstow
- Lesley Manville als Bea Haddington
- Sylvester McCoy als Edward Haddington
- James Cosmo als Herbert Hopewell
- Susan Boyle als Eleanor Hopewell
- Barbara Flynn als Lady Camdon
- John Hannah als William Barstow
- Jude Wright als Charlie
- Emily Shewell als het weeskind Sarah

## Achtergrond
De film werd opgenomen op het eiland Man, Worcestershire en Gloucestershire.